# Песковатское сельское поселение (Дубовский район)
Пескова́тское се́льское поселе́ние — муниципальное образование в Дубовском районе Волгоградской области, административный центр — село Песковатка.

## История
Песковатское сельское поселение образовано Законом Волгоградской области от 14 марта 2005 года № 1026-ОД «Об установлении границ и наделении статусом Дубовского района и муниципальных образований в его составе».

## Население
| 2010  | 2012  | 2013  | 2014  | 2015  | 2016  | 2017  |
| ----- | ----- | ----- | ----- | ----- | ----- | ----- |
| 1289  | ↘1279 | ↘1268 | ↗1300 | ↗1303 | ↗1324 | ↗1327 |
| 2018  | 2019  | 2020  | 2021  |       |       |       |
| ↘1306 | ↘1305 | ↘1297 | ↗1314 |       |       |       |

## Состав сельского поселения
| № | Населённый пункт | Тип населённого пункта       | Население |
| - | ---------------- | ---------------------------- | --------- |
| 1 | Песковатка       | село, административный центр | ↗1314     |